# Bei Wudang Shan
Bei Wudang Shan (chinesisch 北武当山, Pinyin Běi Wǔdāng Shān) ist ein Gebirge im Kreis Fangshan (方山县) der chinesischen Provinz Shanxi. 
Es ist nach der unter vielen Namen bekannten daoistischen Gottheit Xuanwu („Dunklen Kriegers“) bzw. Wahren Kriegers (Zhenwu) benannt und heißt auch Zhenwu Shan. Der Beiwudangshan-Nationalpark (北武当山国家公园) befindet sich auf seinem Gebiet. Es ist eine Stätte des Daoismus, der daoistische Beiwudangshan-Tempel (北武当山道观,  Beiwudangshan daoguan) befindet sich in Fangshan.